# Pringsheimia karelii
Pringsheimia karelii är en svampart som beskrevs av Petr. 1957. Pringsheimia karelii ingår i släktet Pringsheimia och familjen Dothioraceae.   Inga underarter finns listade i Catalogue of Life.